# Cephalotes vinosus
Cephalotes vinosus é uma espécie de inseto do gênero Cephalotes, pertencente à família Formicidae.